# ミシェル・オーモン
ミシェル・オーモン（Michel Aumont, 1936年10月15日 - 2019年8月28日）は、フランス出身の俳優である。

## 出演作品

### 主な出演作
- Simple (2011／TV映画) TV5MONDE放映題「サンプル」
- Comme les cinq doigts de la main (2010) TV5MONDE放映題「5人兄弟の絆」
- À droite toute (2008／TV映画) TV5MONDE放映題「右へ、右へ」
- Enfin Seuls (2007／TV映画) TV5MONDE放映題「独りではいられない」
- 海の上のバルコニー（ロベール）
- メトロで恋して
- ルビー&カンタン
- メルシィ!人生（ベローヌ）
- 巌窟王〜モンテ・クリスト伯 Le Comte de Monte-Cristo (1998／TVミニリリーズ)
- ハーフ・ア・チャンス
- ボーマルシェ／フィガロの誕生 Beaumarchais, l'insolent (1996)
- パリのレストラン（フランス語版）
- サンドイッチの年 Les Années sandwiches (1988)
- キリング・タイム Poussière d'ange (1987)
- Cours privé (1986) VHSリリース題「パリの女教師／追いつめられて」
- Prunelle Blues (1986) VHSリリース題「スウィート・トラブル／フレディの災難」
- Chantons en chœur (1986／TVシリーズ「Série noire」より) ＊VHSリリース題「殺ったのは誰だ!?／見知らぬ美女の死体」
- Une femme ou deux (1985) VHSリリース題「シガニー・ウィーバーの大発掘」
- C階段
- 田舎の日曜日
- Édith et Marcel (1983) VHSリリース題「恋に生きた女ピアフ」
- モーツアルト Mozart (1982／TVミニシリーズ)
- Coup de tête (1979) ＊TV5MONDE放映題「頭で一発 」
- 彼女と彼たち—なぜ、いけないの— Pourquoi pas ! (1977)
- チェイサー(1977)
- パリの灯は遠く
- 冒険喜劇 大出世
- Nada (1974／クロード・シャブロル)　＊シネクラブ上映題「ナダ」